# أليكسي ياكيمينكو
أليكسي أندرييفيتش ياكيمينكو (بالروسية: Алексей Андреевич Якименко؛ من مواليد 31 أكتوبر 1983) هو لاعب مبارزة سيف روسي، بطل العالم ثماني مرات (2002، 2003، 2005، 2010، 2011، 2013، 2015، 2016)، بطل أوروبا إحدى عشرة مرة (فريقي وفردي)، وحاصل على الميدالية البرونزية في الألعاب الأولمبية الصيفية 2004. فاز ببطولة كأس العالم للمبارزة ثلاث مرات (2004-2005، 2006-2007، 2010-2011)، وحصل على خمسة عشر لقباً، وحصل على خمس ميداليات ذهبية في الألعاب الجامعية.